# Gaussia (planetka)
(1001) Gaussia je planetka hlavního pásu, kterou objevil 8. srpna 1923 ruský astronom Sergej Ivanovič Beljavskij při pozorování na krymské observatoři.
Planetka byla pojmenována podle německého matematika Carla Friedricha Gauße.

Gaussia